# Чечелеве
Че́челеве — село в Україні, у Кам'янопотоківській сільській громаді Кременчуцького району Полтавської області. Населення становить 1958 осіб. 

## Географія
Село Чечелеве знаходиться на правому березі річки Дніпро (Кременчуцькі плавні), вище за течією на відстані в 1,5 км розташоване село Стара Білецьківка, нижче за течією — місто Кременчук. На заході межує з сосновим лісом.
Через село проходить автомобільна дорога М22. На околиці села на залізничній лінії Кременчук-Бурти розташований зупинний пункт Маланівка.
|              |                          |
| Сосновий ліс | Зупинний пункт Маланівка |

## Назва
Назва села походить від прізвища значкового товариша Кременчуцької сотні Йосипа Чечеля (сина мазепинця, полковника-оборонця Батурина Дмитра Чечеля), який з 1740-х років брав активну участь у колонізаційних процесах на так званих «Задніпрських місцях»[джерело?].

## Населення

### Мова
Розподіл населення за рідною мовою за даними перепису 2001 року:
| Мова            | Кількість | Відсоток |
| --------------- | --------- | -------- |
| українська      | 1805      | 92.19%   |
| російська       | 143       | 7.30%    |
| вірменська      | 7         | 0.36%    |
| білоруська      | 1         | 0.05%    |
| інші/не вказали | 2         | 0.10%    |
| Усього          | 1958      | 100%     |

## Інфраструктура
У селі працюють такі об'єкти:
- Загальноосвітня школа І-ІІ ступенів
- Відділення зв'язку «Укрпошта»
- Фельдшерсько-акушерний пункт

## Пам'ятки
- живий музей вергунів[2]
- пам'ятник козакам, полеглим у битві біля Куруківського озера
- знак полеглим воїнам-землякам

|                   |                                   |
| Пам'ятник козакам | Братська могила радянських воїнів |